# The Metallic-Era, Vol. 1
The Metallic-Era, Vol. 1 – składanka utworów, które wpłynęły na twórczość zespołu Metallica.

## Opis albumu
Na tym albumie zebrane zostały utwory, które Metallica wielokrotnie grała na koncertach, czy też zamieszczała na stronach-B singli jako covery. Ale w odróżnieniu od innego albumu-składanki, na którym można znaleźć wyłącznie covery, Garage, Inc., na tej utwory są w oryginalnym wydaniu, wykonywane przez ich oryginalnych autorów.

## Lista utworów
1. "Let It Loose" (Savage) - 3:34
2. "Sucking My Love" (Diamond Head) - 9:35
3. "Killing Time" (Sweet Savage) - 2:39
4. "Am I Evil?" (Diamond Head) - 7:45
5. "Blitzkrieg" (Blitzkrieg) - 3:11
6. "The Prince" (Diamond Head) - 6:14
7. "The Small Hours" (Holocaust) - 7:08
8. "Helpless" (Diamond Head) - 6:48
9. "Crash Course in Brain Surgery" (Budgie) - 2:39
10. "The Wait" (Killing Joke) - 3:45
11. "Breadfan" (Budgie) - 6:07
12. "So What" (The Anti-Nowhere League) - 3:10